# Comuna de Kunice
Kunice (polaco: Gmina Kunice) é uma gminy (comuna) na Polónia, na voivodia de Baixa Silésia e no condado de Legnicki. A sede do condado é a cidade de Kunice.
De acordo com os censos de 2004, a comuna tem 4974 habitantes, com uma densidade 53,6 hab/km².

## Área
Estende-se por uma área de 92,79 km², incluindo:
- área agricola: 69%
- área florestal: 17%

## Demografia
Dados de 30 de Junho 2004:
|                      | Total   | Total | Mulheres | Mulheres | Homens  | Homens |
| -------------------- | ------- | ----- | -------- | -------- | ------- | ------ |
|                      | pessoas | %     | pessoas  | %        | pessoas | %      |
| População            | 4974    | 100   | 2550     | 51,3     | 2424    | 48,7   |
| Densidade (pop./km²) | 53,6    | 100   | 27,5     | 27,5     | 26,1    | 26,1   |

De acordo com dados de 2002, o rendimento médio per capita ascendia a 1971 zł.

## Subdivisões
- Bieniowice, Golanka Górna, Grzybiany, Jaśkowice Legnickie, Kunice, Miłogostowice, Pątnów Legnicki, Piotrówek, Rosochata, Spalona, Szczytniki nad Kaczawą, Szczytniki Małe, Ziemnice.

## Comunas vizinhas
- Legnica, Legnickie Pole, Lubin, Miłkowice, Prochowice, Ruja